# 越中島川
越中島川（えっちゅうじまがわ）は、東京都江東区を流れる人工河川である。座標は北緯35度39分57.5秒 東経139度47分56.1秒 / 北緯35.665972度 東経139.798917度座標: 北緯35度39分57.5秒 東経139度47分56.1秒 / 北緯35.665972度 東経139.798917度。

## 地理
- 越中島川は、江東区の低地部を流れ、左岸側については江東区深川古石場三丁目地先、右岸側については同区深川越中島三丁目地先を上流端とし、汐浜運河への合流部を下流端とする流域面積0.37km2、延長0.54kmの二級河川である。
- 越中島川はまた、同名の河川法上の二級水系名である。
- 流域の主要な道路としては、都道上野月島線（清澄通り）が通っている。鉄道としてはJR京葉線及び都営大江戸線（いずれも地下）が流域を通っている。駅としては、JR京葉線越中島駅がある。

## 歴史
- 越中島周辺は元来隅田川河口の砂州であったが、明暦年間に榊原越中守の別邸となり、地名となった。
- その後、同家の屋敷は高波により流出したが、元禄年間にしゅん渫土を捨てたため陸地となり、正徳元年（1711年）には御家人に拝領屋敷として与えられ、越中島町が成立した。
- 享保15年（1730年）には、江戸のごみ捨て場が永代島から越中島周辺に移されたことにより、周囲の埋立てが進んだ。
- その後、黒船騒動を受け、国土防衛、軍事調練の必要性を痛感した幕府が、安政2年（1855年）越中島に幕府の訓練場をおき、軍事調練を行った。
- 明治以降は陸軍の練兵場として利用されたが、明治24年に練兵場は廃止され、跡地は陸軍糧秣本廠や憲兵隊施設、東京商船学校（現 東京海洋大学）などの施設が設置された。
- 越中島川は、長らく運河として機能してきたが、第二次世界大戦中また戦後にかけて、予算不足により浚渫が放棄されたため河床が上昇。1951年の時点では、満潮時にのみ船の往来ができる状態となっていた[1]。
- 戦後、糧秣本廠や憲兵隊施設跡地は住宅、公共施設となり、現在に至っている。